# Hoplictis
Hoplictis — вимерлий рід хижих, що знайдений у таких країнах: США (Каліфорнія, Флорида, Вашингтон) (3 колекції). Рід містить такі види: Hoplictis grangerensis, Hoplictis noueli.